# Blutuntersuchung

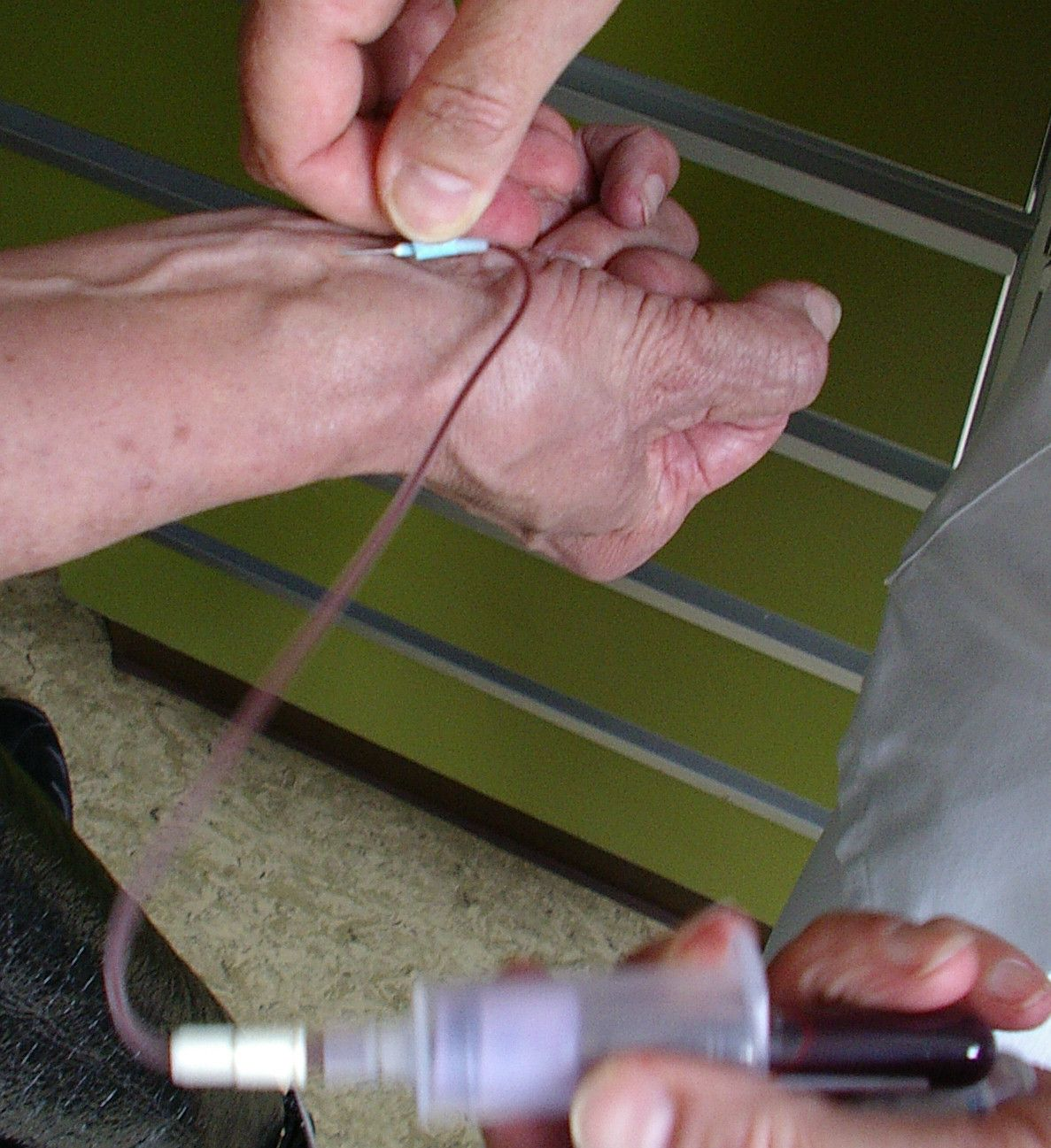
Blutentnahme

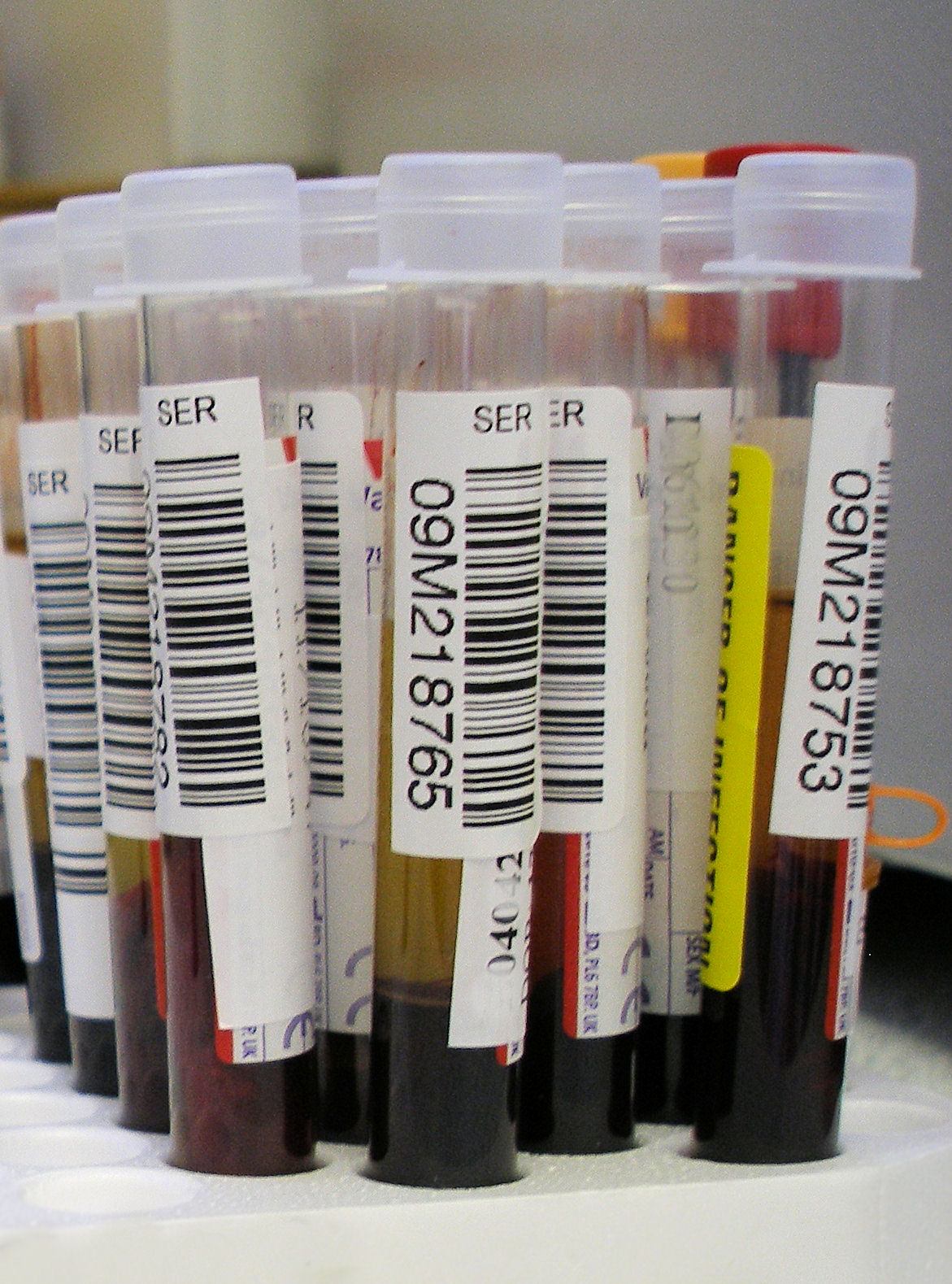
Blutproben

Die Blutuntersuchung (auch Bluttest genannt) zählt zu den wichtigen, routinemäßig durchgeführten Untersuchungsmethoden in der Laboratoriumsmedizin.

## Bedeutung in der Medizin
Bereits im Mittelalter wurden durch Inspektion des (im Allgemeinen durch Aderlass gewonnenen) Blutes (Blutschau, Hämatoskopie) Rückschlüsse auf die Ursachen von Krankheiten gezogen. Der Physiker Nikolaus von Kues wies gegen Ende des 15. Jahrhunderts auf die Nützlichkeit der Bestimmung des spezifischen Gewichts von Blut (und Harn) hin. Arteriell, kapillär oder venös entnommenes Blut zeigt je nach punktiertem Blutgefäß Farb- bzw. Helligkeitsunterschiede, arterielles Blut ist dabei generell heller als das venöse aufgrund des sauerstoffgesättigten Hämoglobins. Auch eventuelle dem entnommenen Blut aufliegende Fettbläschen oder ein pathologisches Gerinnen geben Hinweise auf mögliche Pathologien bereits vor Abgabe an das Labor. Anhand des Laborbefundes kann der Arzt letztendlich wichtige Informationen über den Gesundheitszustand seines Patienten gewinnen.
Einfache Werte wie die in der Rheumatologie häufig angewandte Blutkörperchensenkung können auch in entsprechenden Blutentnahmeröhrchen vor Ort ohne Zuhilfenahme eines Labors bestimmt werden. Für die jeweiligen spezifischeren, unten näher beschriebenen Blutwerte werden ein entsprechend ausgestattetes Labor benötigt und auch passend präparierte Röhrchen, z. B. mit prokoagulatorischen Substanzen in normalen Serum-Röhrchen oder gerinnungshemmenden Substanzen in EDTA- oder Citratröhrchen. Auch Salze wie Natriumfluorid in Lactatplasma-Röhrchen finden z. T. Verwendung.
Laborwerte können sowohl in einer akuten Notfallsituation wie beispielsweise einer Blutung mit entsprechendem Hb-Abfall oder bei chronischen Erkrankungen z. B. des rheumatischen Formenkreises in Form von Antikörperdiagnostik oder bei Tumormarkern entscheidende (verlaufs-)diagnostische Informationen liefern und (Notfall-)Therapien begründen, sowohl in Praxen, Krankenhäusern als auch bei Hausbesuchen oder Notfalleinsätzen von Ärzten mit entsprechendem Blutentnahmeset oder automatisierten Schnelltests, z. B. auf Troponinanstieg bei der Herzinfarktdiagnostik oder bei der Blutzuckermessung. Seltenere Blutwerte müssen häufig in externen Laboren bestimmt werden, was eine längere Zeitdauer bis zum Eintreffen der Ergebnisse mit sich bringt und damit ein unklares, diagnostisches Zeitfenster offen lässt, welches im Bedarfsfall durch parallele anderweitige Diagnostik je nach Erkrankung geschlossen werden muss.

## Methoden

### Normalbereiche
Normalbereiche werden typischerweise an einer großen Zahl von offensichtlich Gesunden erhoben. Als so genannte Normalwerte gibt man die Ober- und Untergrenzen des Bereichs an, in dem sich 95 % aller Messwerte befinden. Ein Wert außerhalb des Normalbereichs bedeutet deshalb nicht automatisch, dass die entsprechende Person krank ist, ganz im Gegenteil: Jeder 20. Wert muss definitionsgemäß bei Gesunden außerhalb der angegebenen Grenzen liegen.
Da die Normalbereiche auch stark von der verwendeten Methodik, der untersuchten Population etc. abhängen, sind die in dieser Tabelle aufgeführten Grenzwerte nur als Anhaltswerte zu verstehen. Für die Bewertung von Laborbefunden sind die Normalwerte des untersuchenden Labors relevant und nachfolgend auch immer die ärztliche Interpretation der Messwerte.

### Referenzbereiche und Entscheidungsgrenzen
Umgekehrt weisen alle Normalbereiche mehr oder weniger starke Überlappungen mit den Werten auf, die bei Kranken erhalten werden. Ihre Messwerte hängen z. B. von Art, Stadium, Schwere und Behandlung der jeweiligen Erkrankung ab: So besagt der Spiegel des Tumormarkers PSA z. B. durchaus etwas über die Gesamtgröße der Prostata, jedoch so gut wie nichts über die gut- oder bösartigen Ursachen einer eventuellen Vergrößerung.
Um eine optimale Trennung zwischen Gesunden und Kranken zu erhalten, benötigt man deshalb für jede medizinische Fragestellung spezielle Referenzbereiche und Entscheidungsgrenzen: Möchte man z. B. bei der Testung einer Blutkonserve eine HIV-Verseuchung unbedingt ausschließen, so wird man die obere Entscheidungsgrenze des Tests extrem niedrig setzen (selbst auf die Gefahr hin, dass viele wahrscheinlich harmlose Proben dadurch verworfen werden müssen), während man für denselben Test bei einer Reihenuntersuchung einen vergleichsweise höheren Grenzwert ansetzen wird, um Gesunde nicht mit falschem AIDS-Alarm zu konfrontieren.

## Anhaltswerte

### Allgemein
| Parameter           | Referenzwerte | Referenzwerte | Referenzwerte | Referenzwerte |
|                     | Allgemein     | Frau          | Mann          | Einheit       |
| ------------------- | ------------- | ------------- | ------------- | ------------- |
| Natrium             | 135…145       | –             | –             | mmol/l        |
| Kalium              | 3,6…5,0       | –             | –             | mmol/l        |
| Calcium             | 2,2…2,6       | –             | –             | mmol/l        |
| Chlorid             | 95…110        | –             | –             | mmol/l        |
| Magnesium           | 0,7…1,0       | –             | –             | mmol/l        |
| Glucose             | 3,33…5,55     | –             | –             | mmol/l        |
| Harnstoff-N         | 20…45         | –             | –             | mg/dl         |
| Kreatinin           | –             | 0,8…1,2       | 0,9…1,4       | mg/dl         |
| Kreatinin-Clearance | –             | > 85          | > 95          | ml/min        |
| Harnsäure           | –             | 2,0…6,8       | –             | mg/dl         |
| Gesamteiweiß        | 6,0…8,0       | –             | –             | g/dl          |
| Triglyceride        | 60…180        | –             | –             | mg/dl         |
| Cholesterin         | 140…200       | –             | –             | mg/dl         |
| Eisen               | –             | 60…160        | 80…180        | µg/dl         |
| Ferritin            | –             | 23…110        | 35…217        | µg/l          |
| Myoglobin           | ca. < 70      | 19…56         | 21…98         | ng/ml         |
| Troponin            | 0,01…0,08     | –             | –             | ng/ml         |
| Bilirubin gesamt    | < 1,2         | –             | –             | mg/dl         |
| Fructosamin         | 2,0…2,8       | –             | –             | mmol/dl       |
| Bilirubin direkt    | < 0,3         | –             | –             | mg/dl         |
| Osmolalität         | 280…300       | –             | –             | mosm/kg       |
| HDL                 | > 42          | > 35          | –             | mg/dl         |
| LDL                 | < 155         | –             | –             | mg/dl         |
| Ammoniak            | –             | 20…65         | 28…80         | µg/dl         |
| Lactat              | < 16          | –             | –             | mg/dl         |
| Blutalkohol         | 0             | –             | –             | ‰             |
| Phosphor            | 2,5…4,6       | –             | –             | mg/dl         |
| Hämoglobin          |               | 12…15,5       | 14…17,5       | g/dl          |

### Enzyme
| Parameter | Referenzwerte | Referenzwerte | Referenzwerte | Referenzwerte |
| | Allgemein     | Frau          | Mann          | Einheit       |
| --- | ------------- | ------------- | ------------- | ------------- |
| ALT/GPT (25 °C) |               | < 19          | < 23          | U/l           |
| ALT/GPT (37 °C) | < 50          |               |               | U/l           |
| AST/GOT (25 °C) |               | < 15          | < 19          | U/l           |
| AST/GOT (37 °C) | < 52          |               |               | U/l           |
| Alkalische Phosphatase (25 °C) |               | 60…170        | 70…175        | U/l           |
| Alkalische Phosphatase (37 °C) |               | < 105         | < 130         | U/l           |
| CHE (25 °C) | 3500…8500     |               |               | U/l           |
| CHE (37 °C) | 4900…12000    |               |               | U/l           |
| CK (37 °C) |               | < 167         | < 190         | U/l           |
| Gamma-GT (25 °C) |               | 4…18          | 6…28          | U/l           |
| Gamma-GT (37 °C) |               | < 39          | < 66          | U/l           |
| LDH (25 °C) | 266…500       |               |               | U/l           |
| LDH (37 °C) | < 245         |               |               | U/l           |
| Lipase (37 °C) | < 60          |               |               | U/l           |
| Pankreas-Amylase (37 °C) | < 53          |               |               | U/l           |
| Alle Enzymaktivitäten (Analysen mit der Einheit U/l) sind temperaturabhängig. In Deutschland gelten seit dem 1. April 2004 die neuen Referenzwerte bei 37 °C. |               |               |               |               |

### Gerinnung
| Quick                                   | 70…100  | %     |
| INR                                     | 1,00    |       |
| PTT                                     | 26…36   | s     |
| PTZ                                     | 14…21   | s     |
| Fibrinogen                              | 180…350 | mg/dl |
| AT3                                     | 70…120  | %     |
| PFA-Verschlusszeit, Collagen/Epinephrin | 85…165  | s     |
| PFA-Verschlusszeit, Collagen/ADP        | 71…118  | s     |

### Differentialblutbild
Siehe auch: Blutbild
| Leukozyten, allgemein                   | 4…10    | /nl |
| Neutrophile Granulozyten, stabkernig    | 3…5     | %   |
| Neutrophile Granulozyten, segmentkernig | 50…70   | %   |
| Basophile Granulozyten                  | 0…1     | %   |
| Eosinophile Granulozyten                | 2…4     | %   |
| Lymphozyten                             | 20…45   | %   |
| Monozyten                               | 2…8     | %   |
| Anisozytose                             | negativ |     |
| Polychromasie                           | negativ |     |
| Retikulozyten                           | 7…15    | ‰   |

### Entzündungsfaktoren
| Parameter       | Referenzwerte | Referenzwerte | Referenzwerte | Referenzwerte | Referenzwerte |
|                 | Allgemein     | männlich      | weiblich      | Säuglinge     | Einheit       |
| --------------- | ------------- | ------------- | ------------- | ------------- | ------------- |
| CRP             | < 0,5         |               |               | < 1,0         | mg/dl         |
| α-1-Antitrypsin | 83…199        |               |               |               | mg/dl         |
| Fibrinogen      | 150…450       |               |               | < 1,0         | mg/dl         |
| Blutsenkung     |               | < 15          | < 25          |               | mm/h          |

### Blutgasanalyse
| pH   | 7,37…7,45 |      |
| pCO2 | 35…45     | mmHg |

### Hormone und Diabetes mellitus
| fT3          | 2,2…5,5  | pg/ml   |
| fT4          | 0,6…1,8  | ng/dl   |
| TSH basal    | 0,4…2,5  | mU/l    |
| TRH-Test     | 2…25     | mU/l    |
| Beta-HCG     | < 10     | I.U./l  |
| Insulin      | 1,6…10,8 | mU/l    |
| Insulin oGTT |          |         |
| Fructosamin  | 2,0…2,8  | mmol/dl |
| HbA1c        | 4,2…6,2  | %       |

### Leber
| Anti-HAV (IgG / IgM) | negativ |
| Anti-HBs             | negativ |
| Anti HBc (IgG/IgM)   | negativ |
| HBs-Antigen          | negativ |
| Anti-HCV             | negativ |

### Medikamente
| Digoxin     | 0,8…2,0 | µg/l |
| Digitoxin   | 10…30   | µg/l |
| Theophyllin | 8…20    | mg/l |

### Tumormarker
| PSA     | < 4,0   | ng/ml |
| CEA     | < 5,0   | ng/ml |
| AFP     | < 8,3   | IU/ml |
| CA 19-9 | < 37…40 | kU/l  |

### Proteine
| IgE         | < 100    | IU/ml |
| IgG         | 700…1600 | mg/dl |
| IgA         | 70…400   | mg/dl |
| IgM         | 40…230   | mg/dl |
| Transferrin | 200…360  | mg/dl |

### Protein-Elektrophorese
| Albumin         | 55,3…68,9 | % |
| Alpha1-Globulin | 1,6…5,8   | % |
| Alpha2-Globulin | 5,9…11,1  | % |
| Beta-Globulin   | 7,9…13,9  | % |
| Gamma-Globulin  | 11,4…18,2 | % |

## Betrugsskandal
Das von Elizabeth Holmes 2003 gründete Medizintechnik-Unternehmen Theranos warb mit der Idee eines schnellen und günstigen Bluttests. Mittels einen eigens entwickelten Blutabnahmestifts sollten nur einige Mikroliter Blut entnommen werden und damit bis zu 70 verschiedene Bluttests durchgeführt werden können. Nach Enthüllungen des Betrugs 2015 wurde das Unternehmen 2018 aufgelöst und liquidiert und Holmes wegen Betrugs verurteilt.